# ANts P2P
ANts P2P è un programma di file sharing di tipo peer-to-peer progettato per essere anonimo. Esso protegge la privacy di chi lo utilizza rendedolo irrintracciabile, nascondendo sua identità e criptando qualunque pacchetto egli stia ricevendo/trasmettendo.
ANts P2P è software libero distribuito con GNU General Public License e può funzionare su Windows, GNU/Linux e macOS grazie all'utilizzo di Java.

## Funzioni
Oltre al normale scambio di dati, ANts P2P dà anche la possibilità di offrire e richiedere pagine web in modo anonimo. Questo funziona però solo sulla rete interna di ANts. Il sistema non può quindi essere usato come "Out-Proxy" per navigare anonimamente nel web; per questa funzione bisognerebbe usare TOR (The Onion Router) o JAP (Java Anon Proxy). Vi è comunque la possibilità di attivare un webserver e di gestirlo dalla rete di ANts.

## Sicurezza
Il trasferimento di dati avviene su collegamenti indiretti: trasmettitore e ricevitore non usano la stessa connessione, perché vengono utilizzati nodi intermedi (Proxy, Mix), cosicché né il ricevitore sa da chi sta scaricando, né il trasmettitore chi ha richiesto i dati. Ogni nodo conosce solo l'indirizzo IP dei nodi vicini.
I dati vengono cifrati con AES, cosicché nessun proxy o internet provider può leggerli. Per lo scambio delle chiavi di cifratura si usa lo schema Diffie-Hellman e quindi in un sistema come MUTE ci sarebbe il pericolo di un attacco "man in the middle" mentre in ANts ciò non può accadere. Vi sono cifrature anche in I2Phex, GNUnet, Freenet, Entropy, RShare o Mute, ma solo in ANts vi è una cifratura a chiave "end to end", per cui questo è particolarmente sicuro.